# هارلان توماس
هارلان توماس (بالإنجليزية: Harlan Thomas)‏ هو مهندس معماري أمريكي، ولد في 10 يناير 1870، وتوفي في 4 سبتمبر 1953.